# Сполдінг (Оклахома)
Сполдінг (англ. Spaulding) — місто (англ. town) в США, в окрузі Г'юз штату Оклахома. Населення — 149 осіб (2020).

## Географія
Сполдінг розташований за координатами 35°0′47″ пн. ш. 96°26′26″ зх. д. / 35.01306° пн. ш. 96.44056° зх. д. (35.013179, -96.440578).  За даними Бюро перепису населення США в 2010 році місто мало площу 8,26 км², уся площа — суходіл.

## Демографія
Згідно з переписом 2010 року, у місті мешкало 178 осіб у 59 домогосподарствах у складі 47 родин. Густота населення становила 22 особи/км².  Було 65 помешкань (8/км²).
Расовий склад населення:
| - 81,5 % — білих - 11,2 % — корінних американців - 0,6 % — азіатів - 2,8 % — осіб інших рас |

До двох чи більше рас належало 3,9 %. Частка іспаномовних становила 3,4 % від усіх жителів.
За віковим діапазоном населення розподілялося таким чином: 30,9 % — особи молодші 18 років, 52,2 % — особи у віці 18—64 років, 16,9 % — особи у віці 65 років та старші. Медіана віку мешканця становила 34,8 року. На 100 осіб жіночої статі у місті припадало 89,4 чоловіків;  на 100 жінок у віці від 18 років та старших — 73,2 чоловіків також старших 18 років.
Середній дохід на одне домашнє господарство  становив 32 852 долари США (медіана — 21 250), а середній дохід на одну сім'ю — 42 969 доларів (медіана — 43 750). Медіана доходів становила 45 625 доларів для чоловіків та 23 750 доларів для жінок. За межею бідності перебувало 31,0 % осіб, у тому числі 41,7 % дітей у віці до 18 років та 20,0 % осіб у віці 65 років та старших.
Цивільне працевлаштоване населення становило 38 осіб. Основні галузі зайнятості: роздрібна торгівля — 39,5 %, будівництво — 18,4 %, сільське господарство, лісництво, риболовля — 15,8 %.